# Les Aventures de Till l'Espiègle
Pour les articles homonymes, voir Till l'Espiègle (homonymie).
Pour plus de détails, voir Fiche technique et Distribution.
Les Aventures de Till l’Espiègle est un film franco-est-allemand réalisé par Gérard Philipe et Joris Ivens sorti en 1956.
Ce film marque la première des quatre coproductions cinématographiques entre la France et l'Allemagne de l'Est à la fin des années 1950.

## Synopsis
Au XVIe siècle, alors que la Flandre est envahie par les Espagnols, Till l’Espiègle use de stratagèmes pour parvenir au service du Ferdinand Alvare de Tolède, duc d’Albe, et de ce poste, organiser la résistance contre l’envahisseur.

## Fiche technique
- Titre original : Les Aventures de Till l’Espiègle[Note 1]
- Titre est-allemand : Die Abenteuer des Till Ulenspiegel (litt. « Les Aventures de Till l’Espiègle »)
- Titre ouest-allemand : Till Eulenspiegel, der lachende Rebell (litt. « Till l'Espiègle, le rebelle rieur »)
- Réalisation : Gérard Philipe, Joris Ivens
- Assistants à la réalisation : Serge Vallin, Jean-Pierre Marchand
- Scénario : René Barjavel, Gérard Philipe, René Wheeler d’après l’œuvre de Charles De Coster, La Légende et les Aventures héroïques, joyeuses et glorieuses d'Ulenspiegel et de Lamme Goedzak au pays des Flandres (1867)
- Dialogue : René Barjavel
- Décors : Léon Barsacq, Alfred Tolle
- Costumes : Rosine Delamare
- Photographie : Alain Douarinou, Christian Matras
- Son : William Robert Sivel
- Montage : Claude Nicole
- Musique : Georges Auric
- Photographe de plateau : Léo Mirkine
- Production : Richard Brandt, Georges Dancigers
- Producteur exécutif : Pierre Meyrat
- Sociétés de production : Les Films Ariane (France), DEFA (Allemagne)[1]
- Sociétés de distribution : Cinédis (distributeur d'origine, France), Connaissance du Cinéma[2] (France), Les Acacias[2] (France), Tamasa Distribution[2],[3] (France), TF1 Studio[4] (vente à l'étranger)
- Pays de production :  France /  Allemagne de l'Est
- Langues originales : français
- Format : couleur par Technicolor — 1,37:1 — son mono — 35 mm
- Genre : comédie, aventure
- Durée : 102 minutes
- Date de sortie : 
  - France : 7 novembre 1956
- Visa et classification CNC : tous publics, Art et Essai (visa d'exploitation no 17813 délivré le 6 novembre 1956)
- Affiche : Marcel Jeanne (France)

## Distribution
- Gérard Philipe : Till l’Espiègle
- Jean Vilar : le duc d’Albe
- Fernand Ledoux : Claes, le semeur
- Nicole Berger : Nèle
- Jean Carmet : Lamme
- Jean Debucourt : le cardinal
- Erwin Geschonneck : Bras d’Acier
- Wilhelm Koch-Hooge (de) : le prince d’Orange
- Georges Chamarat : Simon Praet
- Raymond Souplex : Grippesous
- Françoise Fabian : Esperanza
- Elfriede Florin : Soetkin
- Gabrielle Fontan : la grand-mère
- Margaret Legal (de) : Katheline
- Félix Clément : le commandant
- Robert Porte
- Roland Piétri
- Alexandre Rignault
- Henri Nassiet
- Henri Marchand
- Roger Monteaux
- Lucien Callamand
- Jacky Blanchot
- Joe Davray
- Yves Brainville
- Évelyne Lacroix

## Production
Ce film est la première des quatre coproductions qu'ont menées à bien la France et l'Allemagne de l'Est à la fin des années 1950. Cette coopération culturelle a vu le jour à la suite de la déstalinisation entreprise en février 1956 lors du XXe congrès du Parti communiste de l'Union soviétique. Le studio d'Etat de la République démocratique allemande, la Deutsche Film AG, a également coproduit avec la France Les Sorcières de Salem en 1957, Les Misérables en 1958 et Les Arrivistes en 1960. Après quoi, la RDA a décidé de cesser toute coopération. Une des raisons évoquées par Alexander Abusch, ministre de la Culture de 1958 à 1962, était que la RDA ne se trouvait pas suffisamment représentée idéologiquement dans ces œuvres dans lesquelles elle avait dû faire trop de concessions à une définition artistique bourgeoise et réactionnaire. 

### Tournage
- C'est l'unique film réalisé par Gérard Philipe.
- Période de prises de vue : 27 février au 13 juillet 1956[3]
- Intérieurs[3] : studios de Babelsberg, studios de la Victorine.
- Extérieurs[3] : Belgique, Suède.

### Chanson
Le Chant des gueux, paroles de René Barjavel et musique de Georges Auric.

## Accueil
Le film a été un échec commercial lors de sa sortie en 1956.